# Arsacal
Arsacal (auch Castellum Arsacalitanum) war ein antiker Ort in der Nähe der Stadt Cirta (dem heutigen Constantine, Algerien) in Numidien.
Arsacal scheint eines der von Tacitus erwähnten „Dörfer der Cirtener“ (pagi Cirtensium) gewesen zu sein, die sich im Gebiet um Cirta befanden. Später scheint sie eine eigene Verwaltung gehabt zu haben – in Inschriften wird die res publica Arsacalitanorum und der ordo castelli Arsacalitani („Ordnung des Lagers der Arsacaler“) genannt, also die öffentliche Ordnung der Arsacaler. Aus dem Gebiet des Castellum Arsacalitanum stammen auch weitere Inschriften, etwa die des Centurio Marcus Iulius Quadratus. Nach dem Fundort der Inschriften zu urteilen, lag Arsacal beim heutigen Mechtet 'Ain Hallouf bzw. El Goulia, unweit des Ortes Aïn Smara.
In der Spätantike scheint Arsacal Bischofssitz geworden zu sein. Das Bistum ging im 7. Jahrhundert mit der islamischen Expansion unter.
Arsacal ist Namensgeber des neuzeitlichen katholischen Titularbistums Arsacal.